# Pitkävuori
Pitkävuori – dawny kompleks sportów zimowych, szczególnie skoków narciarskich, w Jämsä, w Finlandii. Cały ośrodek narciarski składał się z dwóch tras narciarskich z wyciągami orczykowymi oraz pięciu skoczni narciarskich o różnych rozmiarach.
Kompleks powstał, jako miejsce dla treningów młodych zawodników. Niejednokrotnie na skoczni rozgrywano Mistrzostwa Finlandii w skokach narciarskich. W skład kompleksu wchodzą skocznie: K100, K55, K25, K15 i K8. Tylko skocznia K100 jest wyposażona w igelit.
Obecnie skocznia w nie najlepszym stanie technicznym, wymaga remontu buli oraz dojazdu. Wieża startowa w bardzo dobrym stanie technicznym. Latem można skakać z wieży na tzw. bungee. Górna część buli jest wyposażona w igelit, podobnie jak najazd wyposażono w progi zjazdowe.
Skocznia nie posiada homologacji FIS.